# سونگ سونگ هون
سونگ سونگ هون (کره‌ای: 송승헌؛ زادهٔ ۵ اکتبر ۱۹۷۶) بازیگر و مدل اهل کره جنوبی است.
او در مجموعه‌های تلویزیونی از جمله
پاییز در قلبم (۲۰۰۰)، شرق بهشت (۲۰۰۸)، پرنسس من (۲۰۱۱)، سایمدانگ، خاطرات درخشان (۲۰۱۷)، بلک (۲۰۱۷)، نمایش بزرگ (۲۰۱۹) و فصل چهارم صدا (۲۰۲۱) ایفای نقش کرده‌است.

## فیلم‌شناسی

### مجموعه تلویزیونی
| سال       | عنوان                   | نقش               | توضیحات        | منابع  |
| --------- | ----------------------- | ----------------- | -------------- | ------ |
| ۱۹۹۶–۱۹۹۹ | سه پسر و سه دختر        | سونگ سونگ هون     |                |        |
| ۱۹۹۷      | بانوی زیبا              | لی مین هیوک       |                |        |
| ۱۹۹۷–۱۹۹۸ | تو و من                 | پارک مین کیو      |                | [ ۳ ]  |
| ۱۹۹۸      | برندگان                 | جونگ مین سو       |                | [ ۴ ]  |
| ۱۹۹۹      | هپی توگدر               | سو جی سوک         |                | [ ۵ ]  |
| ۱۹۹۹      | داستان عاشقانه          | جون سونگ          | قسمت ۲: «پیام» | [ ۶ ]  |
| ۲۰۰۰      | پاپ‌کورن                 | لی یونگ هون       |                | [ ۷ ]  |
| ۲۰۰۰      | پاییز در قلبم           | یون جون سو        |                |        |
| ۲۰۰۱      | مؤسسه حقوقی             | جونگ یونگ وونگ    |                | [ ۸ ]  |
| ۲۰۰۳      | عطر تابستان             | یو مین وو         |                |        |
| ۲۰۰۸      | شرق بهشت                | لی دونگ چول       |                |        |
| ۲۰۱۱      | پرنسس من                | پارک هه یونگ      |                |        |
| ۲۰۱۲      | دکتر جین                | جین هیوک          |                |        |
| ۲۰۱۳      | وقتی یک مرد عاشق می‌شود  | هان ته سانگ       |                |        |
| ۲۰۱۷      | سایمدانگ، خاطرات درخشان | لی گیوم           |                |        |
| ۲۰۱۷      | بلک                     | هان مو گانگ / بلک |                |        |
| ۲۰۱۸      | بازیکن                  | کانگ ها ری        |                |        |
| ۲۰۱۹      | نمایش بزرگ              | وی ده هان         |                | [ ۹ ]  |
| ۲۰۲۰      | قرار شام دو نفره        | کیم هه کیونگ      |                |        |
| ۲۰۲۱      | صدا                     | درک جو            | فصل ۴          | [ ۱۰ ] |

### مجموعه اینترنتی
| سال  | عنوان       | نقش     | منابع  |
| ---- | ----------- | ------- | ------ |
| ۲۰۲۳ | شوالیه سیاه | ریو سوک | [ ۱۱ ] |

### برنامه اینترنتی
| سال  | عنوان      | نقش  | توضیحات        | منابع  |
| ---- | ---------- | ---- | -------------- | ------ |
| ۲۰۲۲ | اس‌ان‌ال کره | مجری | قسمت ۱ – فصل ۳ | [ ۱۲ ] |